# 7,65x17mm Browning
O calibre 7,65x17mm Browning, como é mais conhecido no Brasil; ou .32 ACP (Automatic Colt Pistol), como é mais conhecido nos Estados Unidos; ou 7.65 mm Browning Short, ou 7.65×17mmSR Browning, ou .32 Browning Auto, ou simplesmente .32 Auto; foi um calibre desenvolvido por John Browning para o uso nas pistolas semiautomáticas M1900, introduzido no mercado pela Belga FN (Fabrique Nationale) em 1899. A parte do calibre em si da bala (prójetil, tecnicamente falando), o cartucho foi uma opção mais barata, e de desenho bem mais simples que o cartucho 7.63x25mm dos irmãos Mauser que se basearam no primitivo 7.65X25mm Borchardt . O cartucho 7.65 de Browning foi desenvolvido para o sistema blowback (curto recuo) de armas de fogo que não possuíam o mecanismo de travamento da culatra.  
Na época o calibre foi um sucesso comercial, sendo adotado por vários países. Apesar de ser um cartucho acessível a civis, e hoje somente aproveitado em armas destinadas ao uso civil, algumas armas neste calibre chegaram a ter emprego militar, como a pistola Ruby, adotada por franceses e italianos, na Primeira Guerra Mundial, e a  Walther PP usada pela Luftwaffe e policia alemã da década de 1930 até um tempo após da Segunda Guerra Mundial.
Durante muito tempo, acreditou-se ser pivô na Primeira Guerra Mundial, com o assassinato de Franz Ferdinand. Hoje se sabe que a arma do atentado foi uma FN modelo 1910 em calibre .380 ACP. Na a Segunda Guerra Mundial, foi empregado no suicídio de Adolf Hitler com uma Walther PP calibre .32 ACP.
O calibre não deve ser confundido com a 7,65mm Luger, nem mesmo como 7.65x20mm militar francês de meados do século XX, muito menos com o 7,62x25mm Tokarev que usa um estojo mais longo e poderoso.
O calibre pode ser usado em espingardas (carabinas, não confundir com escopetas) de cartucho .30", e em alguns modelos é dispensado até a luva de conversão de calibre. Apesar de algumas literaturas recomendarem o uso de uma luva, não se faz obrigatório.
O .32 ACP também ganhou fama nas mãos do personagem fictício 007 que contrariando os conselhos para o uso de uma arma potente, prefere a Walther calibre .32 ACP. O filme faz uma correta relação ao usuário do “especialista”, que usa o calibre necessário para sua correta utilidade. Por ser um calibre com pouco poder de parada, o 7,65 x 17mm Browning não tem praticidade na imobilização do adversário com vida. No filme, seu uso faz correta relação de um calibre que só tem boa utilidade se for para matar e não para parar o oponente. Mesmo os projéteis ponta oca, que melhorariam o poder de parada, não apresentam vantagem considerável frente a um .38 Special, no quesito "stopping power".
Em alguns países do Hemisfério Norte, o 7.65x17mm continua sendo uma munição barata para pistolas de bolso, e superior em efeito prático ao .22" LR e ao 6.35mm Browning, particularmente como opção de defesa a curta distância, sobretudo por profissionais noturnos (taxistas, garçonetes), ou como defesa domiciliar. Vale lembrar que o cartucho tende a ser inútil se apontado contra coletes balísticos, mesmo os de configuração mais básica.
No Brasil, teve seu auge de popularidade na década de 1980, por ser até dezembro de 1987, o maior calibre de pistola semiautomática permitido a civis. O lançamento da pistola Taurus PT-57 S, em 1982, foi responsável pelo início da popularização das pistolas, em detrimento dos revólveres, como arma de defesa pessoal. Seu uso entrou em declínio com a liberação do .380 ACP para civis, ainda que o .32" ACP tenha validade em pistolas de bolso para civis com porte autorizado, ou em arma oculta (de "backup") no serviço policial.